# Храм свих религија у Казању
Храм свих религија (рус. Храм всех религий) или Васељенски храм (рус. Вселенский храм) је монументална грађевина, црква у предграђу Старо Аракчино у Казању, Русија. Комплекс се састоји из неколико сакралних објеката укључујући православну цркву, џамију и синагогу. Радови су још увек у току, а започео их је познати уметник, делотворац и исцелитељ, из овог краја Иљдар Ханов.
Према пројекту, предвиђено је да буде обележја шеснаест религија, између осталих и религије изумрлих народа. Изграђена је концертна дворана, где се одржавају музичке свечаности и вечери читања поезије. Обичне посетиоце и туристе, када нема службе, нажалост унутра не пуштају.

## Архитектура
На куполама “Храма свих религија” могу се видети и  крст, и муслимански полумесец и Давидова звезда; овде су “раме уз раме” православна црква, џамија, синагога, сала за кришнаисте... Судећи по свему, аутор пројекта се нада да ће ово чудо архитектуре једног дана посетити и сам папа – јер је у једном његовом крилу предвиђена специјална просторија управо за папу.

## Намена
Овде се, за сада, не врше никакве религиозне службе. “Храм није био замишљен као верски објекат, већ као „дом истине" и истовремено као „међународни културни центар духовног јединства”, нагласио је архитекта храма, вајар и “народни исцелитељ” Илдар Ханов, који већ више од 20 година гради овај чудесни комплекс.